# ニュース・パレード
ニュース・パレード（News Parade）は、文化放送（QR）をキー局としたNRN加盟33局の共同制作で、平日の17:00 - 17:15に生放送している報道番組。1959年5月1日に放送を開始した。

## 概要
その日、一日の日本国内、世界各地で起きた様々な事件・話題を、文化放送 報道部とNRN加盟ネットワーク 33局の共同制作により、各社から提供された取材音源や記者・アナウンサーによるリポートなどを交えて紹介する。
日本のラジオ ニュースで取材音源を使ったものは貴重であり、後述のJRN系 ニュース番組『ネットワークトゥデイ』と共に、「全国ネットの2大取材音源ニュース」という捉え方をすることがある。
また、その季節やイベントに対応した、シリーズ企画も放送している。年始、夏期には各局が制作を担当した企画ニュースを伝えている。毎年、これらのニュースを厳正に審査し、「ニュース・パレード賞」という表彰が行われている。
一部の局ではフロート番組（ワイド番組内の内包）として、放送されている。
2009年、ニュース・パレード放送開始50周年記念「ニュース・パレード 50年」で、50年間の出来事を各局の企画・制作で放送した。その際に、出来事があった当時の音源も再放送した。
この番組は戦後 日本を代表する、様々な大事件のスクープにも直面した。NRNの公式ウェブに掲載された代表的なものとして、以下がある。
- 吉展ちゃん誘拐殺人事件 - 当時、捜査当局の決め手がないまま、泳がされていた犯人の動向を徹底的に追跡し、犯人に独占インタビューを敢行した。この声がきっかけとなり、凶悪事件の「声紋」の導入にも繋がった。
- 三島事件 - 1970年、市ヶ谷駐屯地に立て籠もった三島由紀夫らをQR取材班が在京民放で、最初に取材した。バルコニーでの演説の収録に成功し、後に各放送局の事件特集の音源として活かされた。
- イラン・アメリカ合衆国 大使館 占拠事件の学生へのインタビュー - 1980年、当時緊張状態にあったイラン・イスラム共和国のテヘランにあるアメリカ大使館に番組取材班が潜入し、大使館を占拠した大学生への独占インタビューを敢行した。
- 大平首相急逝 - 1980年の衆参ダブル選挙期間中、大平正芳 内閣総理大臣（当時）が遊説中に病に伏した。6月12日、虎ノ門病院入院中の彼の病状が悪化したという情報を基として、桜内義雄 幹事長（当時）を電話取材し、そのインタビューをした際に大平急逝の一報が伝えられ、この音源をそのまま放送し政財界に衝撃が走る。

## キャスター
- 月・火曜日：永野景子（文化放送 コミュニケーション デザイン局 報道スポーツ センター記者兼次長）
  - 文化放送の元アナウンサーで、2022年4月4日から担当。アナウンサー時代の1990年代にも、当時の内包先番組だった『夕焼けアタックル』（関東ローカルの生ワイド番組）アシスタントとの兼務扱いで、一時キャスターを担当していた（詳細後述）。

- 水 - 金曜日：鈴木純子（文化放送アナウンサー兼アナウンス課長）
  - 2022年4月1日（金曜日）から担当

文化放送では海外に特派員を自前で常駐させていないため、海外でのニュース取材については、現地に滞在する共同通信社からの特派員（またはフリージャーナリスト）が担当。当番組や『ランチタイムニュース』（NRN加盟局の一部でも放送される平日正午のニュース）に向けて、随時リポートを送っている。

### コメンテーター
- 後藤謙次（ジャーナリスト、元共同通信社編集局長、2010年10月 - ）

「後藤謙次 POINT of VIEW」（毎週月曜日に放送される冠コーナー）にのみ出演。

### 過去のキャスター

#### 2006年4月以降
- 角谷浩一（政治ジャーナリスト）
2006年4月3日 - 2010年3月29日の月曜のみ担当した。出演期間中には、「角谷の取材ノート」という冠コーナーが月曜日に放送されていた（後に「角谷のアングル」と改称）。2007年4月30日 - 5月14日は病気療養のため、石森則和（文化放送 コミュニケーション デザイン局 報道スポーツ センター記者）が担当した。
- 野中直子（担当期間中は文化放送アナウンサー）
2004年4月 - 2010年10月1日の金曜（2006年4月 - 2007年3月30日は木・金曜）。
- 高橋小枝子（担当期間中は文化放送アナウンサー）
2011年9月29日で降板（2006年4月 - 2007年3月28日は火・水曜。2004年4月 - 2006年3月は月 - 木曜）。
- 水谷加奈（文化放送アナウンサー）
2006年4月3日 - 9月11日（2006年9月18日 - 2007年3月19日は産休）、2007年3月26日 - 2011年9月30日。2017年10月3・4・10日は石川の代打でキャスターを担当。
- 太田英明（文化放送アナウンサー）
2011年10月3日 - 2014年9月30日（2013年9月までは全曜日。2013年10月 - 2014年7月までは月曜。2014年7月 - 9月までは月・火曜）。
- 伊藤佳子（文化放送 コミュニケーション デザイン局 報道スポーツ センター記者、元アナウンサー）
2016年10月3日 - 2017年3月27日（月曜）。キャスターを降板してからも、文化放送担当分の記者リポートで随時出演しているほか、2017年10月2日・5日・9日などの放送分でキャスター代理を務めた。
- 石川真紀（担当期間中は文化放送アナウンサー）
2013年10月1日 - 2022年3月31日。歴代の女性キャスターで最も長く担当していたが、担当最終日に文化放送を退社した[2]。

#### 2006年3月以前
文化放送のアナウンサー・報道記者・ニュース デスク（吉田照美、月岡逸弥、吉田みつお、白井静雄、菅野詩朗、西山弘道、高橋民夫、清水克彦、衣笠聖也など）が担当した時期があった。清水は、キャスターを降板してからも、「ニュースデスク」として政治関連の解説を随時担当する。
文化放送における内包先の番組が『アタックル』シリーズだった時期（1992年10月5日 - 1999年4月2日）には、以下のように、同番組のパーソナリティとアシスタントが一時キャスターを兼務していた。
- 1992年1月6日 - 1993年4月2日（全曜日で1992年10月2日まで『小倉智昭のニュースアタックル』→同月5日から『小倉智昭の夕焼けアタックル』に内包）
  - 小倉智昭（東京12チャンネル（現・テレビ東京）出身のフリーアナウンサー）、館野順子
- 1993年4月5日 - 1997年4月4日（全曜日で『小倉智昭の夕焼けアタックル』に内包）
  - 小倉智昭、永野景子（内包期間中は文化放送アナウンサー）
    - 小倉が休暇などで『アタックル』を休演した日には、パーソナリティの代演者（当時文化放送のアナウンサーだった扇一平など）が担当していた。1997年の4月改編で『アタックル』の金曜分を『野村邦丸の夕焼けアタックル 金曜スペシャル』（鈴木純子がアシスタントを務める生ワイド番組）として分離してからは、永野・野村以外のアナウンサー（高橋民夫など）を当番組専任のキャスターとして配置する体制に変更している。

## 放送時間の変遷・番組の歴史
出典：朝日新聞縮刷版。

### 全国ニュースとしての変遷
1959年5月1日に放送を開始した。開始当初の放送時間は18:30 - 19:00で、番組タイトルは、放送開始の3週間前（4月10日）に当時の皇太子であった明仁親王（後の第125代天皇、現在は上皇）と正田美智子（後の皇后、現在は上皇后）の御成婚パレードが催されていたことに由来する。「ニュース・フラッシュ」「今日のハイライト」「ニュースの目」「産業ニュース解説」などのコーナーを構成することによって、放送開始からおよそ2か月半で、同じ時間帯に他局が放送していた番組に聴取率で水を開けるまでになった。
1964年東京オリンピックの開催期間中（10月10日 - 24日）には、『ニュース・パレード ‐ 今日のオリンピック ‐ 』というタイトルで18:30 - 18:50に放送した。この当時の主たるコーナーには、「ローカルニュース（新聞ニュースも含む）」「今日のニュースから（QR発全国ニュース）」「各地にひろう」などがあった。以降も18時台での放送を続けていたが、1975年10月6日から放送時間を22:30 - 22:50に移動した。
番組開始から1978年4月2日までは、文化放送のみ毎日、ネット局では日曜以外の曜日に放送した。文化放送と大半のネット局では、15分間の全国ニュースの後に5分間のローカルニュースを組み込んでいた。また、後述する事情から、1978年4月3日以降は『ニュース・パレード〜今日のニュースから』と改称した。その一方で、当番組を放送していた平日の夕方には、地方の話題を伝える番組『あの町・あの人・この話題』を放送した。当番組を放送していない毎日放送・東北放送でも、ネット受けを実施していた。
1980年10月4日放送分で、22時台および土曜日の放送を終了した。同月6日（月曜日）から、平日の放送枠を現在の17時台に移したため、「今日のニュースから」というサブタイトルを付けなくなった。ただし、文化放送と一部のネット局（ラジオ大阪・九州朝日放送・ラジオ沖縄）では、1987年3月までは大相撲本場所期間中のみ当該時間帯で『大相撲熱戦十番』（幕内中入後の取組中継）を放送したため、上記4局では当番組を休止（代替措置としてスポットニュースを中継の冒頭へ挿入）したが、他のネット局には文化放送からの裏送り方式で当番組を放送していた。
しかし『大相撲・・・』末期からは、本場所の期間中も、ネット全局で当番組を同時に放送している（『大相撲・・・』は1987年3月で終了）。ただし、日本プロ野球（NPB）レギュラーシーズン（年度上半期）中の平日（主に祝日）に文化放送やネット局でNPB公式戦のデーゲーム（または薄暮ゲーム）中継を実施する場合には、中継カードの展開に応じて、『大相撲熱戦十番』の放送期間と同様に裏送りで対応することがある。
令和時代の初日に当たる2019年5月1日（水曜日）放送分で、放送開始から60年に到達した。ただし、その前日（平成時代最後の日）であった4月30日（火曜日）には、当番組の時間帯に第125代天皇・明仁の退位の礼が皇居で執り行われたため、文化放送では『特別番組・平成とは』（15:30 - 17:50）を放送した。ネット局でも、16:30 - 17:30に同番組を放送するか、TBSラジオ制作の報道特別番組（16:50 - 17:30）のネット受けを実施したため、当番組の放送を全局で休止した。このような事情から、平成時代の最終放送は4月29日（月曜日・昭和の日）になった。

### 文化放送における編成上の変遷
『ニュース・パレード～今日のニュースから』放送期間中の1976年10月4日から、『午後6時の文化放送　ニュースレーダー』というタイトルで18時台のニュースを復活させるとともに、平日の正午前後に『文化放送　お昼のニュースレーダー』を放送。1978年4月3日からは、『お昼のニュースレーダー』を『お昼のニュース・パレード』へ改題するとともに、平日の朝に『おはようニュース・パレード』、平日の夕方（18時台）に『夕焼けニュース・パレード』の放送を関東ローカル向けに開始した。このような事情から、全国ニュースである夜枠（『夜のニュース・パレード』）に「今日のニュースから」というサブタイトルを追加。『あの町・あの人・この話題』は、『夕焼けニュース・パレード』に内包された。
1980年10月6日から『吉田照美のてるてるワイド』を平日の深夜帯で開始したことに伴い、夜の全国ニュース枠を17時台（17:00 - 17:15）に移動した上で、『桂竜也の夕焼けワイド』に内包した。『 - 夕焼けワイド』が終了した1982年10月から1986年3月までは同じ時間帯に単独番組として編成。ローカルニュース枠は全国ニュース枠の移動後も18時台に放送していたが、『文化放送ライオンズナイター』（1982年からNPBレギュラーシーズンの20時台で放送）の放送開始時間を1985年度から18:00に繰り上げたことに伴い、全国ニュース直後の17:15 - 17:25に移動した。
『那智チャコ　ハッピーフレンズ』の放送開始（1986年4月）を機に、平日夕方の生ワイド番組への内包を再開した（報道部制作の『走れ! やじうまン!!』『小倉智昭のニュースアタックル』『斉藤一美 ニュースワイドSAKIDORI!』を含む）。
『 - 夕焼けワイド』への内包開始後から『 - ハッピーフレンズ』時代の1987年3月までは、大相撲本場所期間中のみ当番組の放送を休止。『 - 夕焼けワイド』『 - ハッピーフレンズ』では、この期間のみ、放送終了時刻を17:00に繰り上げていた。この期間の『 - ハッピーフレンズ』はパーソナリティの野沢那智と（裏送りで）当番組を担当するアナウンサーによるクロストークで番組を締め括った。
『 - ニュースアタックル』は17:00スタートで本編のオープニングから当番組に直結した。後番組『小倉智昭の夕焼けアタックル』（放送枠の拡大に伴い、16:00スタートとなる）へ内包した時期はパーソナリティの小倉とアシスタントの永野景子（文化放送アナウンサー(当時)）が当番組のキャスターを一時兼務した。永野は『 - ニュースアタックル』への終了後に、アナウンサーから報道記者へ転身。2022年4月から、月・火曜担当のキャスターとして当番組へ復帰した。
文化放送では2022年の4月改編から『西川あやの おいでよ!クリエイティ部』に内包していたが同番組の終了に伴い、2024年4月1日（月曜日）からローカルニュース枠を内包した単独番組としての編成を復活。全国ネット枠（17:00 - 17:15）に加えて、ローカル枠『ニュース・パレード プラス』を17:15 - 17:20に放送。全国ネット枠終了直後の17:14:20から交通情報を放送後に17:15:30から、ニュース1項目の解説パートを17:19:40まで3分10秒に渡って放送。当日に全国ネット枠を担当したキャスターが交通情報と『ニュース・パレード プラス』を進行。『ニュース・パレード』（全国ネット枠）で伝え切れなかった話題と耳寄りな情報を伝える。『ニュース・パレード プラス』は関東ローカルの放送だが伝える話題や情報が関東地方のニュースとは限らない。
2025年4月改編で17時台の番組が再編され、『ニュース・パレード プラス』のパートが終了。また火曜～金曜は『長野智子アップデート』の放送枠を17:35まで拡大することに伴い、同番組の内包となる。

## ネット局
2025年4月改編時点。全て同時生放送。全局、ウェブブラウザまたはスマートフォン・タブレット・スマートテレビなどのアプリを介して「radiko」（無料のリアルタイムまたはタイムフリー）または「radikoプレミアム」（有料のエリアフリー）で聴取可能。
この表は、地域や都道府県の配列に際し、日本民間放送連盟公式サイト「会員社」ページの表記に準じて記載している（一部に例外あり）。
| 放送対象地域   | 放送局名                          | 内包されるワイド番組                                                                                               |
| -------------- | --------------------------------- | --- |
| 関東広域圏     | 文化放送（QR）                    | - 制作局 - 月曜：単独番組 - 火曜 - 金曜：『長野智子アップデート』（15:30-17:35）                                   |
| 北海道         | STVラジオ                         | 単独番組 |
| 青森県         | 青森放送（RAB）                   | 単独番組 |
| 岩手県         | IBC岩手放送                       | 単独番組 |
| 秋田県         | 秋田放送（ABS）                   | 単独番組 |
| 山形県         | 山形放送（YBC）                   | 単独番組 |
| 福島県         | ラジオ福島（rfc）                 | 『ORANGE TIME』（16:15-18:45）                                                                                     |
| 山梨県         | 山梨放送（YBS）                   | 単独番組 |
| 長野県         | 信越放送（SBC）                   | 単独番組 |
| 新潟県         | 新潟放送（BSN）                   | - 月曜 - 木曜:『四畳半スタジオ』（14:00-18:00） - 金曜：『スーパー・ササダンゴ・マシンのセッパン!』（16:00-19:00） |
| 静岡県         | 静岡放送（SBS）                   | 単独番組 |
| 富山県         | 北日本放送（KNB）                 | 単独番組 |
| 石川県         | 北陸放送（MRO）                   | 『あなたの時間 ～イブニング･レディオ～』（16:45-18:30）                                                            |
| 福井県         | 福井放送（FBC）                   | 単独番組 |
| 中京広域圏     | 東海ラジオ放送（TOKAI RADIO）     | 単独番組 |
| 近畿広域圏     | ラジオ大阪（OBC）                 | 単独番組 |
| 京都府・滋賀県 | - KBS京都 - KBS滋賀               | 単独番組 |
| 和歌山県       | 和歌山放送（wbs）                 | 『wbsニュース5』（16:59:40-18:24）                                                                                 |
| 広島県         | 中国放送（RCC）                   | 単独番組 |
| 山口県         | 山口放送（KRY）                   | 単独番組 |
| 鳥取県・島根県 | 山陰放送（BSS）                   | 単独番組 |
| 岡山県         | RSK山陽放送                       | 単独番組 |
| 香川県         | 西日本放送（RNC）                 | 『RNCイヴニング415』（16:15-18:15）                                                                                |
| 愛媛県         | 南海放送（RNB）                   | 『ニュースな時間』（15:40-18:15）                                                                                  |
| 高知県         | 高知放送（RKC）                   | 単独番組 |
| 徳島県         | 四国放送（JRT）                   | 単独番組 |
| 福岡県         | 九州朝日放送（KBC）               | 『ハッピーアワー』（月曜：16:00-17:55、火曜 - 金曜：16:00-17:50）                                                  |
| 長崎県・佐賀県 | - 長崎放送（NBC） - NBCラジオ佐賀 | 単独番組 |
| 熊本県         | 熊本放送（RKK）                   | 単独番組 |
| 大分県         | 大分放送（OBS）                   | - 月曜 - 木曜：単独番組 - 金曜：『フライトPark〜出発時刻は夕方4時30分!』（16:30-18:20）                            |
| 宮崎県         | 宮崎放送（MRT）                   | 単独番組 |
| 鹿児島県       | 南日本放送（MBC）                 | 単独番組 |
| 沖縄県         | ラジオ沖縄（ROK）                 | 『ユーグラデーションタイム チョイス!!』（16:55-18:20）                                                             |

ワイド番組に内包されている局のうち文化放送、西日本放送、KBCラジオ、大分放送はradikoなどのタイムテーブル上では当番組部分を切り離して扱っている。
QR以外のネット局からニュースや取材レポートを直接伝える場合には、QR側のキャスターが「（担当局）からお伝えします」と言ってから放送する。ネット局が取材で収録した音源をニュースで使用する場合には、キャスターがニュースの最後に、「（取材局）の協力でお送りしました」というクレジットを入れる(少なくとも20世紀中まではすべて前者で統一されていた)。

### ネット局について
- 1959年の放送開始当初は文化放送、ラジオ大阪、九州朝日放送の3局ネットだったが、1960年4月には前年にラジオ東海と近畿東海放送が合併し中京広域圏としてエリアを拡大した東海ラジオにもネットを開始した。その後、NRN結成（1965年5月）を機にネット局が拡大した。 青森放送は1967年4月8日から[6]、北陸放送・RSK山陽放送では、JRNシングルネットからNRNとのクロスネットへの移行（それぞれ1980年12月1日、1997年10月1日）を機に同時ネットを開始した。
- NPB加盟球団の本拠地が放送対象地域内にあるネット局（東海ラジオ、中国放送、九州朝日放送。かつてはSTVラジオも該当）では、NPBのデーゲーム（主に地元球団が関与する公式戦）中継が当番組の時間帯と重なる場合に当番組を休止する。当番組にスポンサーが付いている場合には、スポンサーのCMのみ中継に挿入するため、局によっては同じCMが複数回にわたって流れることがある[注 10]。
  - 文化放送でも、埼玉西武ライオンズのデーゲーム中継（『文化放送スポーツスペシャル・埼玉西武ライオンズ戦実況中継』として放送）を延長した場合に、自社（関東ローカル）向けの放送を休止したうえで、ネット局への裏送りを実施することがある。

- 1970年4月から1978年9月までは、兵庫県を放送対象地域に定めるラジオ関西もネット局に加わっていた。ラジオ関西は当時NRNに加盟していたが、1978年4月の脱退にともなって当番組のネットを終了した。兵庫県内の取材については、放送対象地域が重複するラジオ大阪が担当を引き継いだ。ラジオ大阪はNRNのシングルネット局で、1975年3月までは、ラジオ関西と同時に当番組をネットした。県内の一部地域では、両局で当番組を聴取できた。
  - ラジオ大阪では、夕方での全国ニュースが復活した当初、全国ニュースに自社発のローカルニュース・天気予報・交通情報を組み合わせた単独番組として17:00 - 17:30に編成した。後に、全国ニュースのみの全編同時ネットへ移行した。2005年4月から2010年3月までは『NEWSワンダーランド』→『街角ステーション 僕らのラジオ』、2010年6月から2018年3月までは『高岡美樹のべっぴんラジオ』（いずれも自社制作の生ワイド番組）へ内包していたが、2018年4月以降は全国ニュースのみの単独番組として編成した。自社制作による単独番組としての定時ニュース枠を2019年9月でいったん全廃したため、同年10月から2022年2月までは、定時ニュースとしては土・日曜日を含めて唯一の単独番組と扱われていた（自社制作分については2022年3月から土曜日の13時台後半限定で単独番組としての編成を復活）。また、他のネット局と違って、少なくとも2019年頃からはフリーアナウンサーの桐山隆（放送上の名義は局名無しの「桐山隆アナウンサー」）が大阪府・兵庫県・奈良県内の取材リポートを主に担っている。ただし、このエリア内で重大な事件・事故が発生した場合（2022年7月8日の午前中に奈良市内で発生した安倍晋三銃撃事件など）や、ネット局が共通のテーマに沿って取材する企画へラジオ大阪が参加する場合には同局アナウンサーの藤川貴央が出演する。
    - ラジオ大阪は2008年以降、本番組をネットするプロ野球の球団所在地のラジオ局では、唯一プロ野球中継を制作していないため、プロ野球の話題を扱う場合は、本番組をネットしない朝日放送ラジオから音源の提供を受けることがある[注 11]。
    - ラジオ大阪が取材を担当する府県は数回の変遷をたどっていて、ラジオ関西でのネット終了からKBS京都でのネット開始までの期間（1977年4月 - 2005年3月）には、京都・滋賀両県内の取材もQRから委託されていた。逆に、KBSでは2005年4月のネット開始を機に、放送対象地域に当たる両県での取材業務をラジオ大阪から移管した。
- 静岡放送では、1980年代に『SBSラジオ夕刊』へ内包し、オープニングも同番組で独自に放送していた。
- 新潟放送では2017年3月まで、自社で制作する生ワイド番組の中で、当番組と同名のコーナーを自社制作で放送していた。しかし、同年の4月改編から始まった『BSN NEWS ゆうなび』では、文化放送の制作分を同時ネットで内包した。2019年の10月改編で同番組が終了したことを機に、2024年3月までは単独番組として編成していた。2024年4月からは表に示す通り生ワイド番組に内包。なお、過去にも生ワイド番組の中で同時ネットを実施していた時期があった（ネットそのものがない時期もあった）。
- 東海ラジオと信越放送では、2020年9月25日放送分まで長らく自社制作の生ワイド番組に内包してきた（東海ラジオは1990年4月開始の「気分はほっと」からでそれまでは単独番組であった。なお「気分はほっと」ではニュース・パレードに引き続きローカルニュースを放送するという、それまでの単独番組時代にはなかった構成となった）。両局とも、同年の10月改編で平日午後 - 夕方帯の自社制作番組を大幅に変更したことにともなって、改編初日の9月28日（月曜日）放送分から単独番組として編成している。
- 東北放送では当番組を放送しないが、放送対象地域である宮城県内の取材を担当するとともに、取材リポートの裏送りを随時実施している。県内向けには自社で制作する『TBCニュース』の中で全国ニュースを伝えているが、当番組にスポンサーが付いている場合には、スポンサーのCMのみ放送する（事実上の企画ネット番組扱い）。
- 北日本放送では、2023年4月からの月 - 木曜日において、当番組の本編終了後にJRNネットワークセールスでの1分間のCM放送枠を設けている。TBSラジオが平日の午後 - 夕方帯での放送を前提に制作してきたJRNネットワークセールス番組のうち、前月（3月）で放送枠が廃止された月 - 木曜分のCMの放送を企画ネット方式で続けていることによる。
- STVラジオは2021年4月～2023年9月までは『吉川のりお スーパーLIVE』内包、2023年10月-2024年3月は月曜のみ『まるごと!エンタメ〜ション』に内包されていた。2025年4月以降では、唯一通年放送される文化放送制作番組となる。
- 大規模かつ広域にわたる災害や特に重大な事件・事故の際には、発生地点が各ネット局の放送・取材担当区域内であっても、文化放送のアナウンサー・報道記者が直接現地に乗り込んで取材リポートを行う場合がある。その場合も、ネット局は技術協力などの後方支援を行う。

#### 夜間放送期間中の扱い
- ラジオ大阪では、夜間放送の後期（1979・1980年）のみ、同時ネット方式で『JAM JAM OSAKA』（自社制作の深夜番組）に内包していた。
- 東海ラジオは他局より、15分遅れの22:45に開始した。全国ニュースは10分間と5分短く、土曜も素材のみをネット使用して、18:00から放送していた。1980年10月の夕方移行後も、しばらくは16:50からの放送と他ネット局と放送時間が異なっていた[注 12]。
- 新潟放送・信越放送では、企画ネット番組として本編を自社で制作した。東北放送・山梨放送・南海放送・大分放送は、自主編成を優先したため放送しなかった。
  - 信越放送では、放送時間が夕方に移行した後も、1997年3月まで『おかえりラジオ500』（自社制作の生ワイド番組）の中で企画ネットを継続した。『SBCニュースパレード』というタイトルで、当番組のCMのみ放送していた(ただし、1986年秋時点では平日の17:00 - 17:20に単独番組として放送した[7]）。『おかえりラジオ500』の終了（同年4月）を機に、文化放送との同時ネットを開始した。

## 番組のオープニングなど

### 開始当初
オープニングはオーケストラの演奏によるもので、放送当日のキャスターが、ごく初期のころは「今日のニュースから。全国9つの電力会社が、全国の民間放送21社のネットワークを結んでお送りいたします」。エンディングには全国9つの電力会社（電気事業連合会）からのインフォマーシャルを挟んで「今日のニュースから。全国9つの電力会社が、全国の民間放送21社のネットワークを結んでお送りいたしました」。
のちに「ニュース・パレード。○月○日○曜日」とコールしてから、間をあけて「明日のエネルギーを担う、全国9つの電力会社が、民間放送26社のネットワークを結んでお送りする、"今日のニュースから"」、全国パートエンディングは「今日のニュースから。全国9つの電力会社が、民間放送26社のネットワークを結んでお送りしました」とアナウンスしていた。その後、キャスターが「こんばんは。（今夜の担当は）○○です。」と挨拶した後、その日の気候や話題などを簡単に触れて、その後「さて…」と述べてから、最初の項目のニュースを述べる。
オープニング曲は1978年頃に変更され、夕方移行後も使われた。
夕方の放送に移行してからは、オープニングでは白井が2項目ほどのヘッドラインと提供クレジット読みをし、一旦CMに入ってから挨拶と名乗りを行って本題に入った。

### 1987年4月 - 2006年3月
番組のオープニングは1987年4月 - 2006年3月までは、キー局の文化放送、ラジオ大阪とネット受け地方局ではそれぞれ異なっていた。オープニング曲は変わらなかったもののヘッドラインはなくなり、1990年頃にはシンセサイザーのものに変更されたが、その後は文化放送では、内包しているワイド番組のパーソナリティがキャスターを呼び掛け、当日の内容をヘッドライン形式で紹介し、CMの後、提供アナウンスが入る。ラジオ大阪以外の地方局では「ニュース・パレード」のタイトル コールの後、テーマ曲が流れるという物になっている。提供アナウンスはタイトル コールの後に読み、その後、テーマ曲に入る局と、テーマ曲に乗せて読む局がある。下記の提供ナレーションの前に、CMが流れる。
ラジオ大阪以外の各ネット局（ナレーション：白井静雄＜文化放送アナウンサー、ニュースデスク（当時）＞）
- 『ニュース・パレード。この番組は画像情報機器の京セラミタがお送りします』＝OP（2006年3月まで）[注 19]
- 『ニュース・パレード。この番組は○○(スポンサー名)の提供でお送りしました』＝ED[注 20]

ラジオ大阪（ナレーション：高橋征二＜ラジオ大阪アナウンサー（当時）＞）
- 『時刻は5時を回りました。お聞きの放送は1314kHz ラジオ大阪です。この後は全国の民間放送ラジオ 32局を結んで、お送りする、ニュース・パレードです。今日、世界の各地や日本国内で起こったニュースや話題を、取材記者のリポートなどを交えて、お送りします[注 21]』＝OP　なお、この差し替えのため他ネット局より最初のCM枠2本分が1本しかなくなったため、もう1本は本編終了後に他のCMと一緒に流してからネット枠を終わっていた。
- 『○○(スポンサー名)他の提供でお送りした、[注 22]ニュース・パレード。今日、日本国内や世界で起こった、主なニュースや話題を全国の民間放送ラジオ 32局を結んで、お送りしました』[注 23]＝ED

### 2006年4月 - 2010年10月1日
2006年4月からは番組のリニューアルにともない、オープニングを一新し全局共通となった。17時の時報後に、当日のキャスターが内容をヘッドライン形式で紹介し、
『世の中の出来事をいち早く、お伝えする、ニュース・パレード。文化放送をキーステーションに、全国32局で、お伝えします』＝OP
2009年4月以降は、
『ニュース・パレード』の一言の後にヘッドラインを紹介 → 『ニュース・パレード。文化放送をキーステーションに、全国32局を結んで、お伝えします』＝OP → 
『以上、○月○日○曜日のニュース・パレード。文化放送をキーステーションに、全国32局を結んで、お伝えしました』＝ニュース終わり
とナレーションが入る。CMをはさんで、白井の提供ナレーションが入った。ナレーション時に入る番組のテーマ曲を廃止した。EDも同様だった。ただし、文化放送、ラジオ大阪、和歌山放送、四国放送以外の放送局はEDに、白井の提供アナウンスと共に、フラッシュ ニュースを伝える時の音楽が流れる15秒バージョンになっていた。文化放送のみ、本番前に『玉川美沙 たまなび』のパーソナリティ 玉川美沙とキャスターとのトークがあった。
2010年7月の番組進行
- 16:57 玉川美沙とのクロス トーク（文化放送のみ）
- 17:00 ヘッドライン、OPアナウンス（この時間帯より、全国ネット）
- 17:01 CM × 2
- 「こんにちは[注 26]、文化放送の○○です。○月○日○曜日のニュース・パレードです」のアナウンスを必ず入れてから、ニュースに入る
- 17:11 ニュース フラッシュ & EDアナウンス
- 17:13 提供アナウンス
- 17:15 ローカルニュース

### 2010年10月4日 - 2012年3月30日
2010年10月4日に再び リニューアルし、オープニングとアタック（ジングル）、フラッシュBGMを全て変更。DAISHI DANCE × →Pia-no-jaC←のアルバム『PIANO project』より、OPに「Typhoon(DAISHI DANCE Remix)」、フラッシュBGMに「Andalucia」のそれぞれ一部が使用されている。
5時の時報後、アバンタイトルとして、当日のキャスターが内容を1本紹介し、以下のナレーションが入る。
『ニュース・パレード』と入る男声（鈴木光裕による）オープニング → 『こんにちは、文化放送の○○（その日のキャスター名）です。○月○日○曜日、今日ここまでのニュースをまとめて、お伝えします。ニュース・パレード。文化放送 報道部と全国32局の制作協力で、お伝えします』＝OP → 『ニュース・パレード。文化放送、○○（その日のキャスター）がお伝えしました』＝ニュース終わり
そして、CMを挟んで本編に入る。2010年現在は、OP提供読みは無い。ナレーション時に入る番組のテーマ曲を廃止した（EDも同様）。ただし、文化放送、ラジオ大阪、和歌山放送、四国放送以外の放送局はEDに、白井の提供アナウンスと共にフラッシュニュースを伝える時の音楽が流れる15秒バージョンになっていた。文化放送のみ、本番前に行われていたクロストークは廃止した。

### 2012年4月2日 - 2016年9月30日
オープニング後に一旦、20秒のCMを挟んだ後、鈴木敏夫（文化放送 コミュニケーション デザイン局 報道スポーツ センターデスク）による「ニュース・パレード、せんねん灸の提供でお送りします」の提供アナウンスが入り、せんねん灸のラジオCMが20秒流れて、1項目目のニュースのアタックへ入る形に代わった。以降は2012年3月30日までと同じで進行し、17:13に提供アナウンス → 各局編成に戻る。

### 2016年10月3日 -
メインで扱うニュースの収録音源（主に当事者のコメントや街頭インタビューの一部）を流した後で、当日のキャスターがそのニュースの概要を紹介。男声のタイトルコールとBGM、『文化放送○○（キャスターの氏名）です。○月○日○曜日のニュース・パレード。文化放送報道部と全国32局の制作協力でお送りします』というキャスターの挨拶、20秒のCM2本（2021年3月26日まではBOAT RACE振興会のPT）をはさんで本編に入っている。なお、スポンサーが付いている場合にも、冒頭では提供クレジットを割愛。前述したニュースについては、本編で改めて詳しく伝える。2021年3月29日からは、冒頭のCM（PT）枠（40秒）を割愛する代わりに、その分だけ本編の放送時間を拡大する時期がある。
17:12にキャスターが『○月○日のニュース・パレードでした』と言ってから、20秒のCM1本をはさんで、17:13に提供アナウンスを流して各局の編成に戻る。2024年4月以降、文化放送では前述のように、交通情報を挟んで『ニュース・パレード プラス』を送る。

### 2010年10月 - 2012年3月までの番組進行
- 17:00 ニュース音源（CM明けの1項目目であることが多かった）、OPアナウンス
- 17:01 CM
CM明けは、ニュース読みから開始
- 17:11 ニュース フラッシュ & EDアナウンス
- 17:13 提供アナウンス
- 17:15 ローカルニュース

### 2012年4月 - 2016年9月までの番組進行
- 17:00 ニュース音源、OPアナウンス
- 17:01 提供アナウンス1 → CM
- 17:01.25頃から、ニュース読みを開始
- 17:11 ニュース フラッシュ & EDアナウンス
- 17:13 提供アナウンス2 → 各局編成に戻る
- 17:15 ローカルニュース

### 2016年10月 - 2024年3月までの番組進行
- 17:00 ニュース音源 → OPアナウンス → CM（時期によっては割愛）
- 17:01 ニュース読み
- 17:11 ニュース フラッシュ & EDアナウンス → CM
- 17:13 提供アナウンス → 各局編成に戻る
- 17:15 ローカルニュース

### 2024年4月以降の番組進行
- 17:00 ニュース音源 → OPアナウンス → CM（時期によっては割愛）
- 17:01 ニュース読み
- 17:11 ニュース フラッシュ & EDアナウンス → CM
- 17:13 提供アナウンス → 文化放送以外は各局編成に戻る
- 17:14 文化放送交通情報
- 17:15 ニュース・パレード プラス

## 派生番組
2023年10月8日より、毎週日曜日5時50分から6時に、『ニュース・パレードダイジェスト』が生放送（QRのみ）している。一週間の注目のニュースを、鈴木敏夫や番組取材班らが解説して掘り下げる。

## 年末の総集編番組
- 年末には、このニュース・パレードのスタッフが制作・企画した総集編ともとれるものとして、「マイクの1年」という特別番組が、報道編[8] とスポーツ編[9] の2部構成で放送され、これらは大半の当番組ネット局にも時差放送されている。